# Hauptmannsdorf (Pillkallen)
Hauptmannsdorf, bis 1928 Kaptainischken und Baragehlen, ist ein verlassener Ort im Rajon Krasnosnamensk der russischen Oblast Kaliningrad.
Die Ortsstelle befindet sich sechs Kilometer westsüdwestlich von Kutusowo (Schirwindt) zwei Kilometer südlich der Regionalstraße 27A-012 (ex R 509). Die westliche Grenze der ehemaligen Gemeinde Hauptmannsdorf bildet der kleine Fluss Lipowka (dt. Warup, 1938 bis 1945: Siegwasser).

## Geschichte

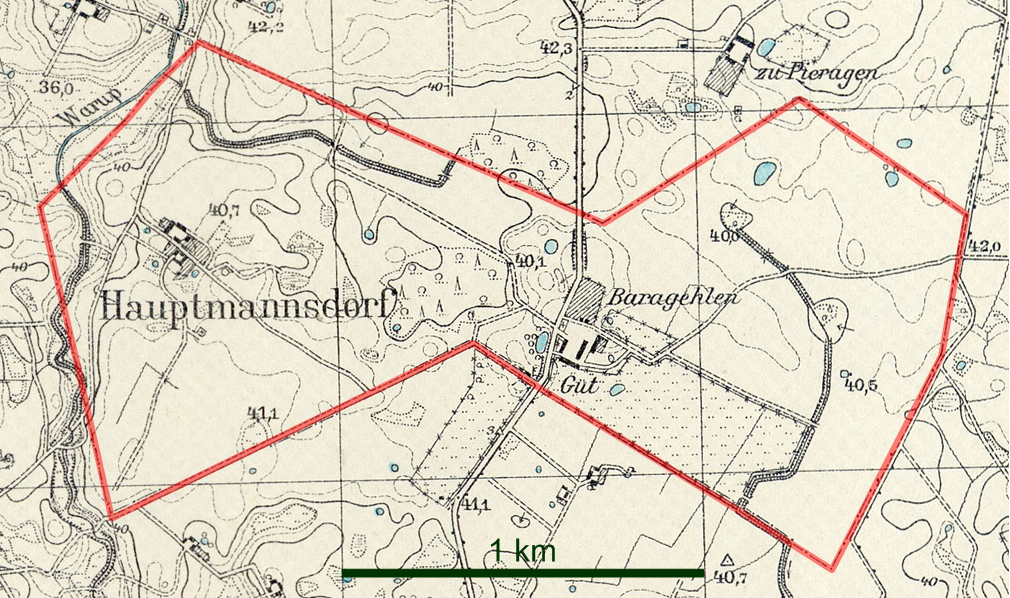
Die Gemeinde Hauptmannsdorf auf einem Messtischblatt von 1937

Die Landgemeinde Hauptmannsdorf wurde im Jahr 1928 durch Zusammenschluss der Landgemeinde Kaptainischken (s. u.) mit dem Gutsbezirk Baragehlen (s. u.) gebildet. Sie gehörte zum Amtsbezirk Pieragen im Kreis Pillkallen. 1945 kam der Ort in Folge des Zweiten Weltkrieges mit dem nördlichen Ostpreußen zur Sowjetunion. Einen russischen Namen erhielt er nicht mehr.

### Einwohnerentwicklung
| Jahr | Einwohner |
| ---- | --------- |
| 1933 | 66        |
| 1939 | 57        |

### Kaptainischken
Um 1780 war Grunappen oder Capitainischken ein königliches Bauerndorf. 1874 wurde die Landgemeinde Kaptainischken in den neu gebildeten Amtsbezirk Pieraggen  eingegliedert.

#### Einwohnerentwicklung
| Jahr | Einwohner |
| ---- | --------- |
| 1867 | 19        |
| 1871 | 14        |
| 1885 | 20        |
| 1905 | 11        |
| 1910 | 16        |

### Baragehlen
Um 1780 war Barragehlen ein kölmisches Gut. 1874 wurde auch der Gutsbezirk Baragehlen in den Amtsbezirk Pieraggen  eingegliedert. Auch nach dem Anschluss an die Landgemeinde Hauptmannsdorf im Jahr 1928 wurde der Name Baragehlen für das Gut zunächst beibehalten, im Jahr 1938 aber aufgehoben.

#### Einwohnerentwicklung
| Jahr | Einwohner |
| ---- | --------- |
| 1867 | 36        |
| 1871 | 36        |
| 1885 | 43        |
| 1905 | 17        |
| 1910 | 34        |
| 1925 | 59        |

## Kirche
Hauptmannsdorf und seine Vorgängerorte gehörten zum evangelischen Kirchspiel Schirwindt.